# 순천 선암사 측간
순천 선암사 측간(順天 仙巖寺 厠間)은 전라남도 순천시 승주읍 선암사에 있는 화장실이다. 2001년 6월 5일 전라남도의 문화재자료 제214호로 지정되었다.

## 개요
선암사의 대변소 건물로 일주문과 범종루를 지나 대각암 가는 길에 있는 해천당 옆에 위치해 있다. 선암사는 백제 성왕 7년(529)에 아도화상이 비로암이라 하였던 것을 통일신라 헌강왕 5년(875) 도선국사가 선암사라 고쳐 불렀다. 이후 고려시대 대각국사 의천이 더욱 크게 하여 대가람을 이루었다고 한다.
이 건물은 앞면 6칸·옆면 4칸 규모로, 지붕 옆면이 사람 인(人)자 모양인 맞배지붕이며 바람을 막을 수 있는 풍판으로 처리되었다. 정(丁)자 모양의 평면을 구성하고 있는 이 건물은 북쪽에서 출입할 수 있도록 되어 있다. 입구에 들어서면 남자와 여자가 사용하는 칸이 양옆으로 분리되어 있어 재래식 화장실에서는 보기 드문 구성을 하고 있다.
출입구에 설치된 풍판은 이 건물의 특징으로, 풍판 아래부분의 가운데와 양 끝을 약간 들린 곡선으로 처리하였다. 이렇게 곡선으로 처리된 입구의 모습은 아름다운 곡선미를 보여주는 한편 드나드는 사람의 머리높이를 생각하여 배려하고 있는 듯하다. 범종루와 이 건물이 있는 해천당 사이에는 지형에 있어서 상당한 차이를 보이고 있는데, 이러한 자연 지형을 잘 이용하여 상부층과 하부층으로 지혜롭게 분리하여 이 건물을 지었다. 건물의 짜임새도 튼튼하고 옛 방식을 따르고 있으며 그 보존 상태 또한 비교적 좋은 편이다.
선암사의 측간은 언제 지어졌는지 정확하게 알 수는 없지만 적어도 1920년 이전 지금의 모습을 갖추고 있었던 것으로 보인다. 전남 지방에서 이와 같은 평면구성을 하고 있는 측간 건물 가운데 가장 오래된 건물로 그 가치가 높다.

## 참고 문헌
- 순천선암사측간 - 국가유산청 국가유산포털